# Kim Do-keun
Kim Do-keung (김도근?, 金都根?; Gangneung, 2 marzo 1972) è un ex calciatore sudcoreano, di ruolo centrocampista.